# Giuseppe Leanza
Giuseppe Leanza (* 2. Januar 1943 in Cesarò, Italien) ist ein römisch-katholischer Geistlicher und emeritierter Diplomat des Heiligen Stuhls.

## Leben
Giuseppe Leanza empfing im Alter von 23 Jahren die Priesterweihe. Nach einem Promotionsstudium in Kanonischem Recht trat er 1972 in den diplomatischen Dienst des Heiligen Stuhls ein und war in Paraguay, Uganda, USA und in der römischen Kurie tätig.
Papst Johannes Paul II. ernannte ihn am 3. Juni 1990 zum Titularerzbischof von Lilybaeum und bestellte ihn zum  Apostolischen Nuntius in Haiti. Die Bischofsweihe spendete ihm am 22. September 1990 Kurienkardinal Agostino Casaroli; Mitkonsekratoren waren Kurienerzbischof Pio Laghi und Ignazio Zambito, Bischof von Patti.
Die Aufgaben eines Pro-Nuntius übernahm Giuseppe Leanza für die Länder Malawi und Sambia, durch die gleichzeitige Beauftragung am 4. Juni 1991. Seinen Dienst als Apostolischer Nuntius setzte Giuseppe Leanza ab dem 29. April 1999 für drei Jahre in Bosnien-Herzegowina fort. Es folgten die diplomatischen Vertretungen des Heiligen Stuhls in Slowenien und Mazedonien. Mit der Ernennung vom 22. Februar 2003 wurde Erzbischof Giuseppe Leanza Apostolischer Nuntius für Bulgarien. Am 22. Februar 2008 wurde der Vatikandiplomat zum neuen Apostolischen Nuntius in Irland ernannt. 
Papst Benedikt XVI. bestellte ihn am 15. September 2011 zum Apostolischen Nuntius in Tschechien. Mit der Ernennung seines Nachfolgers Charles Daniel Balvo am 21. September 2018 trat er in den altersbedingten Ruhestand.
Giuseppe Leanza ist Großkreuz-Ritter des Ritterordens vom Heiligen Grab zu Jerusalem.